# Decapterus
Decapterus é um género de peixes marinhos pelágicos da família Carangidae, que inclui as espécies conhecidas pelo nome comum de cavalinhas. Com distribuição natural predominantemente circuntropical, este género está presente nas redgiões tropicais e subtropicais de todos os oceanos.

## Espécies
O género Decapterus inclui presentemente 11 espécies validamente descritas:
- Decapterus akaadsi (T. Abe), 1958
- Decapterus koheru (Hector, 1875)
- Decapterus kurroides (Bleeker, 1855)
- Decapterus macarellus (G. Cuvier, 1833)
- Decapterus macrosoma (Bleeker, 1851)
- Decapterus maruadsi (Temminck & Schlegel, 1843)
- Decapterus muroadsi (Temminck & Schlegel, 1844)
- Decapterus punctatus (G. Cuvier, 1829)
- Decapterus russelli (Rüppell, 1830)
- Decapterus smithvanizi (Seishi Kimura, Katahira & Kuriiwa, 2013) [2]
- Decapterus tabl (Berry, 1968)